# La nit dels vidres trencats (pel·lícula)
La nit dels vidres trencats (títol original en anglès: Shattered) és un thriller estatunidenc dirigit l'any 1991 per Wolfgang Petersen. És una adaptació de la novel·la Malson sota plàstic (The Plastic Nightmare), de Richard Neely, apareguda l'any 1970. Ha estat doblada al català. A la seva estrena en sales, el títol original d'aquest film era «Plastic Nightmare».

## Argument
Dan Merrick, és víctima d'un greu accident de cotxe en una sortida de carretera en una regió muntanyosa de San Francisco. L'impacte provoca lesions cerebrals, cosa que suposa l'amnèsia total de Dan. Després d'haveri patit una intervenció quirúrgica per reparar el seu rostre desfigurat per l'accident, Merrick intenta progressivament reinserir-se a la seva vida social, tornant a ocupar la plaça que ocupava. Foscos flashbacks li venen espontàniament i el dirigeixen cap a un secret que gairebé tots els que són a prop intenten amagar-li. Nombrosos fets inquietants el porten a investigar sobre la seva vida precedent a l'accident.

## Repartiment
- Tom Berenger: Dan Merrick
- Greta Scacchi: Judith Merrick
- Bob Hoskins: Gus Klien
- Joanne Whalley: Jenny Scott
- Corbin Bernsen: Jeb Scott
- Scott Getlin: Jack Stanton
- Debi A. Monahan: Nancy Mercer
- Bert Rosario: Rudy Costa
- Theodore Bikel: Dr. Berkus